# Правителство на България (1881 – 1882)
Шестото правителство на България е правителство на Княжество България, назначено с Указ № 565 от 1 юли 1881 г. на княз Александър I Батенберг и е под прякото ръководство на княза. Управлява до 23 юни 1882 г. в условия на така наречения „Режим на пълномощията“, след което е наследено от правителство на Леонид Соболев. Това е единственото българско правителство без министър-председател.

## Политика
Непосредствено след като Второто велико народно събрание приключва работата си, е образуван нов кабинет без министър-председател, в който водеща роля имат консерваторите и руските генерали. Князът умело използва офицерите и руското влияние, за да утвърди позициите си след преврата.
По време на едногодишното си управление правителството провежда редица конструктивни реформи: Министерството на външните работи/дела/ и изповеданията е преустроено в по модерен европейски образец, образуван е Държавен съвет (приема се проектът на либералите за изборност на част от членовете му), жандармерията преминава под властта на Военното министерство. Организирана е комисия за разрешаване на чифликчийския въпрос, одобрени са правила за строежа на частни здания, назначена е Комисия за изпълнение, допълнение и привеждане в ред на съдопроизводството. Изработени са първите учебни програми и устав на Педагогическото училище.
Правителството провежда безкомпромисна политика спрямо политическите си противници. Водачите на Либералната партия Драган Цанков и Петко Славейков са интернирани, направена е добавка към „Закона за печата“, предвиждаща да се иска разрешение на МВР/Д/ за издаването на вестник. Одобрен е закон, който затруднява свикването на протестни събрания и митинги. Разпуснат е Опълченският комитет. Подготвя се нов закон за чиновниците, издадени са правила за водене на статистиката, за пощите и телеграфите, за реорганизиране на финансовото министерство и събирането на „беглика“ и „арчима“ (вид данъци), приет е „Закон за окръжните и околийските началници“.
Разрешаването на проблеми, свързани с железопътния транспорт, заема водещо място във външната политика на кабинета. Консерваторите застават зад изгодния за националните интереси проект на френската фирма „Шестбан“ за строителството на българската железопътна мрежа. Руските генерали и дипломатическият агент Хитрово поддържат офертата на руската фирма „Гинсбург – Струве“. Разногласията в кабинета по железопътния въпрос обтягат българо-руските отношения. Опитите за стабилизиране на вътрешнополическата обстановка в страната чрез образуването на нов коалиционен кабинет с участието на умерените либерали на Драган Цанков и консерваторите завършват без успех.
Противоречията между двете групировки по отношение на Режима на пълномощията се оказват непреодолими. За да се разреши кризата, князът за пореден път използва авторитета на Русия и на 15 април 1892 г. при посещението си в Петербург успява да убеди император Александър III да отзове дипломата Хитрово и да изпрати в България руския генерал Леонид Соболев, който да оглави нов кабинет.

## Съставяне
Кабинетът, оглавен от Александър I Батенберг, е образуван от представители на Консервативната партия и руски генерали, начело на военното министерство и на министерството на вътрешните работи.

### Кабинет
Сформира се от следните 6 министри:
| министерство                | име | име                       | партия               |
| --------------------------- | --- | ------------------------- | -------------------- |
| военен                      |     | Владимир Крилов           | военен               |
| финанси                     |     | Георги Желязкович         | Консервативна партия |
| правосъдие                  |     | Георги Теохаров           | безпартиен           |
| външни работи и изповедания |     | Константин Стоилов (упр.) | Консервативна партия |
| народно просвещение         |     | Константин Иречек         | безпартиен           |
| вътрешни работи             |     | Арнолд Ремлинген (упр.)   | военен               |

### Промени в кабинета

#### от 30 юли 1881
- След промените от 30 юли външните работи и изповеданията оглавява:

| министерство                | име | име             | партия               |
| --------------------------- | --- | --------------- | -------------------- |
| външни работи и изповедания |     | Георги Вълкович | Консервативна партия |

#### от 31 декември 1881
| министерство    | име | име            | партия               |
| --------------- | --- | -------------- | -------------------- |
| вътрешни работи |     | Григор Начович | Консервативна партия |

#### от 15 април 1882
| министерство | име | име                 | партия |
| ------------ | --- | ------------------- | ------ |
| военен       |     | Иван Лесовой (упр.) | военен |

#### от 21 юни 1882
- До изтичане на мандата на правителството военното министерство се оглавява от генерал:

| министерство | име | име                 | партия |
| ------------ | --- | ------------------- | ------ |
| военен       |     | Александър Каулбарс | военен |

## Събития
- 1 юли 1881 – С решение на Второто велико народно събрание е установен режим на неконституционни пълномощия на княз Александър Батенберг. Още същия ден министър-председателят Казимир Ернрот подава оставка и князът назначава нов състав на министерския съвет без санкция от народни депутати.[5]
- септември 1881 – Институцията на извънредните комисари, въведена след държавния преврат от април същата година, е премахната в опит за успокояване на обществения живот.[6]
- 14 септември 1881 – С княжески манифест е публикуван уставът на Държавен съвет, чийто състав е попълнен от поставеници на княза и консерватори, избрани по двустепенна система същата есен.[7]
- 31 декември 1881 – Консерваторът Григор Начович оглавява министерството на вътрешните работи, след като руският полковник Арнолд Ремлинген е отстранен от управлението заради временната забрана на консервативния вестник „Български глас“.[8]
- 1 януари 1882 – Започва работа Държавният съвет, който разработва и утвърждава законодателството по време на Режима на пълномощията.[2]
- 6 февруари 1882 – Като мярка срещу засилващата се агитация за възстановяване на Търновската конституция властите интернират водача на либералите Драган Цанков във Враца.[9]
- 21 февруари 1882 – Бунт на опълчението в Кнежа и няколко раховски села срещу консерваторите.[10]